# مانتین ویو (آرکانزاس)
مانتین ویو (آرکانزاس) (به انگلیسی: Mountain View, Arkansas) یک شهر در ایالات متحده آمریکا با جمعیت ۲٬۸۷۶ نفر است که در آرکانزاس واقع شده‌است.

## موقعیت جغرافیایی
موقعیت جغرافیایی شهرها و مناطق اطراف به شرح زیر است: